# Deutsche Frauen-Feldhandballnationalmannschaft
Die deutsche Frauen-Feldhandballnationalmannschaft vertrat die Deutschland bei Länderspielen und internationalen Turnieren.
Der größte Erfolg war der zweite Platz an der Weltmeisterschaft (1956).

## Weltmeisterschaften
Deutsche Handballnationalmannschaften nahmen an zwei der drei bis 1960 ausgetragenen Feldhandball-Weltmeisterschaften teil. 1960 nahmen sie als gesamtdeutsche Mannschaft teil.
| Jahr | Gastgeberland  | Teilnahme bis…            | Ergebnis                      | Rang                      | Bemerkungen und Besonderheiten |
| ---- | -------------- | ------------------------- | ----------------------------- | ------------------------- | --- |
| 1949 | Ungarn         | nicht teilnahmeberechtigt | nicht teilnahmeberechtigt     | nicht teilnahmeberechtigt | Nach dem Zweiten Weltkrieg war noch kein neuer Handballverband gegründet worden, der Deutschland bei der IHF hätte vertreten können. |
| 1956 | BR Deutschland | Finale                    | Rumänien 6:5 BR Deutschland   | 2. Platz                  | |
| 1960 | Niederlande    | Spiel um Platz 3          | Deutschland 25:13 Niederlande | 3. Platz                  | |

## Rekordspielerinnen
Quelle:

### Rekordtorschützen
| Rang | Name             | Tore | Spiele | Tore/Spiel | Erstes Spiel  | Letztes Spiel |
| ---- | ---------------- | ---- | ------ | ---------- | ------------- | ------------- |
| 01   | Christa Warns    | 22   | 17     | 1,294      | 14. Aug. 1955 | 18. Juni 1966 |
| 02   | Inge Walther     | 19   | 10     | 1,900      | 30. Nov. 1952 | 8. Juli 1956  |
| 03   | Elsbeth Härtle   | 16   | 5      | 3,200      | 4. Juni 1961  | 27. Juni 1964 |
| 04   | Waltraud Kühl    | 13   | 12     | 1,083      | 2. Okt. 1955  | 27. Juni 1964 |
| 05   | Ruth Schiemann   | 9    | 5      | 1,800      | 2. Okt. 1938  | 14. Aug. 1955 |
| 06   | Hertha Rückriem  | 8    | 4      | 2,000      | 30. Nov. 1952 | 5. Juni 1954  |
| 07   | Gertrud Kühnell  | 7    | 3      | 2,333      | 15. Mai 1938  | 30. Nov. 1952 |
| 08   | Lydia Bauer      | 7    | 5      | 1,400      | 16. Juni 1960 | 18. Juni 1966 |
| 09   | Gertrud Hannen   | 5    | 10     | 0,500      | 30. Nov. 1952 | 4. Juni 1961  |
| 10   | Ursel Burmeister | 5    | 18     | 0,278      | 30. Nov. 1952 | 22. Sep. 1962 |
| 11   | 2 Spielerinnen   | 4    |        |            |               |               |
| 13   | 5 Spielerinnen   | 3    |        |            |               |               |
| 18   | 10 Spielerinnen  | 2    |        |            |               |               |
| 28   | 16 Spielerinnen  | 1    |        |            |               |               |
| 44   | 66 Spielerinnen  | 0    |        |            |               |               |

### Meiste Einsätze
| Rang | Name              | Spiele | Tore | Tore/Spiel | Erstes Spiel  | Letztes Spiel |
| ---- | ----------------- | ------ | ---- | ---------- | ------------- | ------------- |
| 01   | Ursel Burmeister  | 18     | 5    | 0,278      | 30. Nov. 1952 | 22. Sep. 1962 |
| 02   | Christa Warns     | 17     | 22   | 1,294      | 14. Aug. 1955 | 18. Juni 1966 |
| 03   | Waltraud Kühl     | 12     | 13   | 1,083      | 2. Okt. 1955  | 27. Juni 1964 |
| 04   | Inge Walther      | 10     | 19   | 1,900      | 30. Nov. 1952 | 8. Juli 1956  |
| 05   | Gertrud Hannen    | 10     | 5    | 0,500      | 30. Nov. 1952 | 4. Juni 1961  |
| 06   | Edith Wendrich    | 9      | 1    | 0,111      | 1. Juli 1956  | 19. Juni 1960 |
| 07   | Annemarie Kübert  | 8      | 1    | 0,125      | 11. Apr. 1954 | 8. Juli 1956  |
| 08   | Eva Brechenmacher | 7      | 2    | 0,286      | 27. Sep. 1959 | 27. Juni 1964 |
| 09   | Bärbel Hornig     | 7      | 0    | 0,000      | 30. Nov. 1952 | 2. Okt. 1955  |
| 10   | Lisa Müller       | 6      | 3    | 0,500      | 11. Apr. 1954 | 8. Juli 1956  |
| 11   | Ursula Kusserow   | 6      | 0    | 0,000      | 14. Aug. 1955 | 8. Juli 1956  |
| 12   | 9 Spielerinnen    | 5      |      |            |               |               |
| 21   | 10 Spielerinnen   | 4      |      |            |               |               |
| 31   | 15 Spielerinnen   | 3      |      |            |               |               |
| 46   | 15 Spielerinnen   | 2      |      |            |               |               |
| 61   | 49 Spielerinnen   | 1      |      |            |               |               |

## Ehemalige Nationaltrainer
| Trainer          | Von           | Bis           | Sp. | S  | U | N | Tore     | Diff. |
| ---------------- | ------------- | ------------- | --- | -- | - | - | -------- | ----- |
| unbekannt        | 7. Sep. 1930  | 7. Sep. 1930  | 01  | 0  | 0 | 1 | 004:500  | 0-1   |
| Otto Kaundinya   | 15. Mai 1938  | 2. Okt. 1938  | 02  | 02 | 0 | 0 | 0022:100 | +21   |
| Siegfried Perrey | 30. Nov. 1952 | 31. Mai 1953  | 02  | 01 | 0 | 1 | 012:800  | 0+4   |
| Hans Geilenberg  | 11. Apr. 1954 | 18. Juni 1966 | 21  | 16 | 1 | 4 | 132:770  | +55   |
| Gesamt           | 7. Sep. 1930  | 18. Juni 1966 | 26  | 19 | 1 | 6 | 170:910  | +79   |

Quelle: